# 香港关木通
香港关木通（学名：[Isotrema westlandii] 错误：{{Lang}}：文本有斜体标记（帮助））为马兜铃科关木通属下的一个种。是中国的特有植物。分布于中国广东和香港。
花大, 裂片向后显著反卷, 遮盖花被管, 光滑, 紫红色夹杂白斑; 喉口黑紫色。